# Eugeniu Roșca

Viceamiralul ing. Eugen Roșca.

Eugen Roșca (n. ? – d. 1950) a fost un amiral și inginer român, care a deținut funcția de comandant al Marinei Militare Române (1940-1942).

## Biografie
Eugen Roșca a urmat cursurile Școlii Militare de Artilerie și Geniu din București (1904-1906), Școlii de Aplicație a Marinei din Constanța (1907), Școlii Navale Superioare (1910-1911) și ale Școlii Superioare de Electricitate Kuth și Siemens-Schukert din Berlin (1911-1913), unde obține diploma de inginer naval. Participă la operațiunile militare navale din primul război mondial, fiind chiar rănit în trecerea de la Isaccea, iar în anul 1917 este numit în funcția de șef al Biroului Operații. În anul 1918 devine comandant al monitorului "Al.Lahovari", iar după un an primește comanda grupului de monitoare.
Între anii 1919-1920, efectueză studii de specialitate la Școala Superioară de Marină din Paris, obținând brevetul de ofițer de stat major. Ulterior, a urmat cursurile de comandanți din cadrul Ministerului de Război (1931) și cursul de comandament de la Marele Stat Major (1932-1933).
Eugen Roșca este numit pe rând în funcții de comandă ale Marinei Militare Române după cum urmează: comandant al Forțelor Navale Maritime, comandant al distrugătorului "Mărășești" și comandant al Grupului de canoniere (1924). A predat în paralel ca profesor de tactică și electricitate la Școala Superioară de Război din București, elaborând împreuna cu cpt. cdor. Gheorghe Em. Koslinski lucrarea Avem nevoie de Marină Militară? 
În anul 1933 este promovat ca șef al Statului Major al Marinei, în anul 1934, devine director al Direcției Marine și apoi, preia comanda Diviziei de Dunăre. În această ultimă calitate, s-a ocupat personal de reînnoirea și reînarmarea monitoarelor (1938) . Timp de mai mult de un an a condus Institutul Geografic al Armatei (1939-1940).
La 21 septembrie 1940 contraamiralul ing. Eugeniu Roșca este înaintat la gradul de viceamiral și numit în funcția de comandant al Marinei Militare Române. Renunță la această funcție la data de 16 iunie 1942, din cauza unei boli necruțătoare.
Viceamiralul ing. Eugeniu Roșca a murit în închisorile comuniste.
În prezent, corveta 263 a Forțelor Navale Române poartă denumirea "Viceamiral Eugen Roșca".

## Activitatea publicistică
Viceamiralul Eugeniu Roșca este autorul mai multor lucrări de tactică militară navală, dintre care menționăm:
- Limitarea armamentelor navale, în revista “România Militară” din iulie-august 1925
- Contribuții la alegerea locului pentru baza navală principală, în “Revista Marinei” nr. 1 / 1926